# Jacques Fouroux
Jacques Fouroux (Auch, Gers, 24 de julio de 1947 — 17 de diciembre de 2005) fue un jugador y entrenador francés de rugby que se desempeñó como medio scrum.
Fouroux es considerado el jugador más temperamental del rugby y uno de los mejores medios scrum de la historia. Tenía complejo napoleónico, era un gran motivador como líder y poseía un agresivo juego con el que compensaba su baja altura. Fue jugador, capitán y entrenador de Les Bleus.

## Carrera
En 1980 fue convocado para jugar con World XV el 15 de junio ante los Argentina.

## Palmarés
- Campeón del Torneo de las Seis Naciones de 1987 (con Grand Slam) y 1989.